# Comuna Prîșîvalnea, Fastiv
Prîșîvalnea (în ucraineană Пришивальня) este o comună în raionul Fastiv, regiunea Kiev, Ucraina, formată din satele Konceakî, Prîșîvalnea (reședința) și Vîșnea.

## Demografie
Componența lingvistică a comunei Prîșîvalnea
     Ucraineană (96,06%)
     Rusă (3,69%)
     Alte limbi (0,25%)
Conform recensământului din 2001, majoritatea populației comunei Prîșîvalnea era vorbitoare de ucraineană (96,06%), existând în minoritate și vorbitori de rusă (3,69%).